# Tripedalia
Genre
Tripedalia est un genre de cuboméduses de la famille des Tripedaliidae.

## Description
Le genre Tripedalia regroupe des cubomeduses à douze tentacules, trois à chaque angle, chacune ayant un pied distinct.

## Liste d'espèces
Selon World Register of Marine Species (7 mars 2019) :
- Tripedalia binata Moore, 1988
- Tripedalia cystophora Conant, 1897
- Tripedalia maipoensis (ia), Sun et al., 2023

## Publication originale
(en) Franklin Story Conant (it), « Notes on the cubomedusae », Johns Hopkins University Circulars, vol. 132,‎ 1897. 